# Isabel Atkin
Isabel Atkin (Boston, Estados Unidos, 21 de junio de 1998) es una deportista británica que compite en esquí acrobático, especialista en las pruebas de big air y slopestyle. Su hermana Zoe compite en el mismo deporte.
Participó en los Juegos Olímpicos de Pyeongchang 2018, obteniendo una medalla de bronce en la prueba de slopestyle.
Ganó dos medallas de bronce en el Campeonato Mundial de Esquí Acrobático, en los años 2017 y 2019. Adicionalmente, consiguió dos medallas en los X Games de Invierno.

## Trayectoria
Atkin, nacida en Estados Unidos, es hija de padre británico y madre malaya. Aprendió a esquiar a los tres años de edad en Sugarloaf Mountain, Maine. Cuando tenía catorce años su familia se trasladó a Park City, donde pudo practicar el esquí regularmente. Tiene doble nacionalidad, británica y estadounidense, pero en 2013 se unió al programa británico GB Park & Pipe, compitiendo desde entonces por el Reino Unido.
En el Campeonato Mundial de 2017, organizado en Sierra Nevada, logró el bronce en la misma prueba. Posteriormente, finalizó en la segunda posición en el slopestyle de los X Games de Aspen 2018.
Ganó la medalla de bronce en la prueba de slopestyle de los Juegos Olímpicos de Pyeongchang 2018 con 84,60 puntos, por detrás de las suizas Sarah Höfflin y Mathilde Gremaud. Es la primera esquiadora británica en ganar una medalla olímpica, pues la anterior medallista, Alain Baxter, perdió por dopaje la medalla de bronce que consiguió en la prueba alpina de eslalon de los Juegos Olímpicos de Salt Lake City 2002.

## Medallero internacional
| Juegos Olímpicos   | Juegos Olímpicos            | Juegos Olímpicos  | Juegos Olímpicos |
| Año                | Lugar                       | Medalla           | Prueba           |
| ------------------ | --------------------------- | ----------------- | ---------------- |
| 2018               | Pyeongchang (Corea del Sur) | Medalla de bronce | Slopestyle       |
| Campeonato Mundial |                             |                   |                  |
| Año                | Lugar                       | Medalla           | Prueba           |
| 2017               | Sierra Nevada (España)      | Medalla de bronce | Slopestyle       |
| 2019               | Park City (Estados Unidos)  | Medalla de bronce | Big air          |

| X Games de Invierno | X Games de Invierno    | X Games de Invierno | X Games de Invierno |
| Año                 | Lugar                  | Medalla             | Prueba              |
| ------------------- | ---------------------- | ------------------- | ------------------- |
| 2018                | Aspen (Estados Unidos) | Medalla de plata    | Slopestyle          |
| 2021                | Aspen (Estados Unidos) | Medalla de plata    | Slopestyle          |